# Прогрес (Промишленнівський округ)
Прогре́с (рос. Прогресс) — присілок у складі Промишленнівського округу Кемеровської області, Росія.

## Населення
Населення — 361 особа (2010; 394 у 2002).
Національний склад (станом на 2002 рік):
- росіяни — 95 %